# Кобылинка (Тульская область)
Кобылинка (Кобыленка) — деревня в Богородицком районе Тульской области России.
В рамках административно-территориального устройства входит в Новопокровский сельский округ Богородицкого района, в рамках организации местного самоуправления включается в Иевлевское сельское поселение.
Деревня указана в перечне населённых пунктов, находящихся в границах зон радиоактивного загрязнения вследствие катастрофы на Чернобыльской АЭС.

## География
Расположена на реке Кобылинке, в 10 км к западу от города Богородицка.

## Население
| 2002 | 2010 |
| ---- | ---- |
| 142  | ↗145 |

## История
Название деревни произошло от названия реки Кобылинки, на которой стоит населённый пункт. Кобылинка входила в Богородицкий уезд Тульской губернии.
Основана между 1795 и 1811 годом как выселки из села Иевлево. С момента основания до отмены крепостного права принадлежала графам Бобринским.

## Инфраструктура
В 2008 году деревня была готова к газификации.